# Gabriele Winter

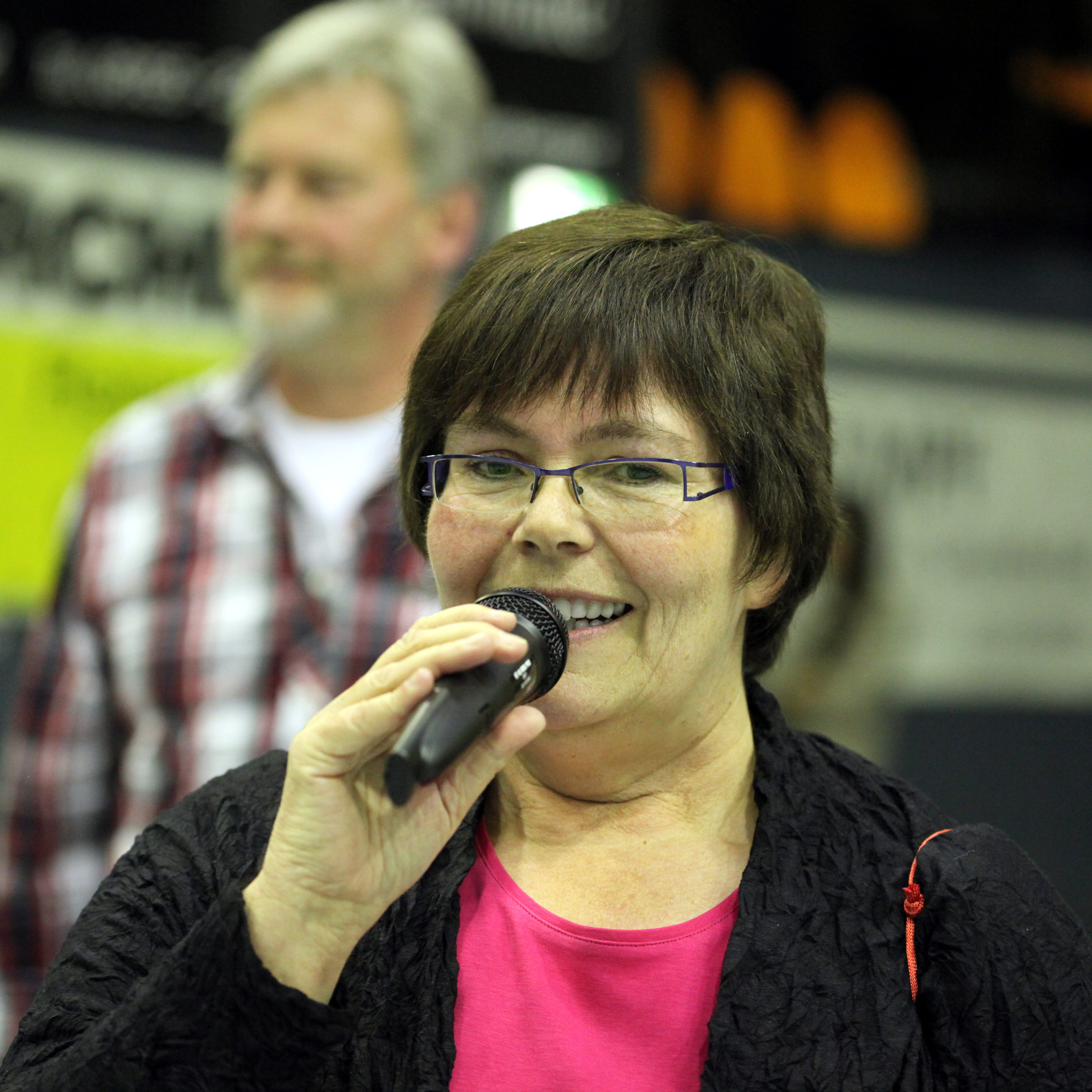
Gabriele Winter (2014)

Gabriele Winter (* 1959 als Gabriele Knapp) ist eine deutsche Politikerin (SPD) und war von 2011 bis 2017 Bürgermeisterin der Stadt Griesheim.

## Leben
Winter besuchte die Viktoriaschule in Darmstadt und machte dort im Jahr 1978 ihr Abitur. Im Anschluss studierte sie und wurde Diplom-Verwaltungswirtin. Vom 1. September 1981 bis zum 30. November 1986 arbeitete sie bei der Bezirksdirektion für Forsten und Naturschutz in Darmstadt. Im Jahr 1986 wechselte sie in das Hessische Kultusministerium. Neben ihrem Beruf absolvierte Winter von 1988 bis 1989 ein Fernstudium in Erwachsenenbildung.
Seit 1993 ist sie für die SPD Mitglied in der Stadtverordnetenversammlung von Griesheim. Von 1996 bis 2004 war sie Vorsitzende des SPD-Ortsvereins. Seit November 2004 ist sie Vorsitzende der SPD-Fraktion in der Stadtverordnetenversammlung. Am 3. Oktober 2010 wurde sie mit 57,1 % der gültigen Stimmen zur Bürgermeisterin von Griesheim gewählt. Ihr Amtsantritt erfolgte am 2. Februar 2011. Im Jahr 2016 kandidierte sie erneut für das Amt des Bürgermeisters. Als am 9. Oktober keiner der Kandidaten die nötige Mehrheit erreichen konnte, kam es am 30. Oktober zu einer Stichwahl, bei der Winter ihrem Herausforderer Geza Krebs-Wetzl von der CDU unterlag.
Winter ist verheiratet und hat eine Tochter. Der Griesheimer Heimatforscher und Buchautor Karl Knapp ist ihr Vater.